# لکس فان کرنینگن
لکس فان کرنینگن (هلندی: Lex van Kreuningen؛ زادهٔ ۲۹ سپتامبر ۱۹۳۷) دوچرخه‌سوار اهل هلند است.